# Gheorghe Athanasescu

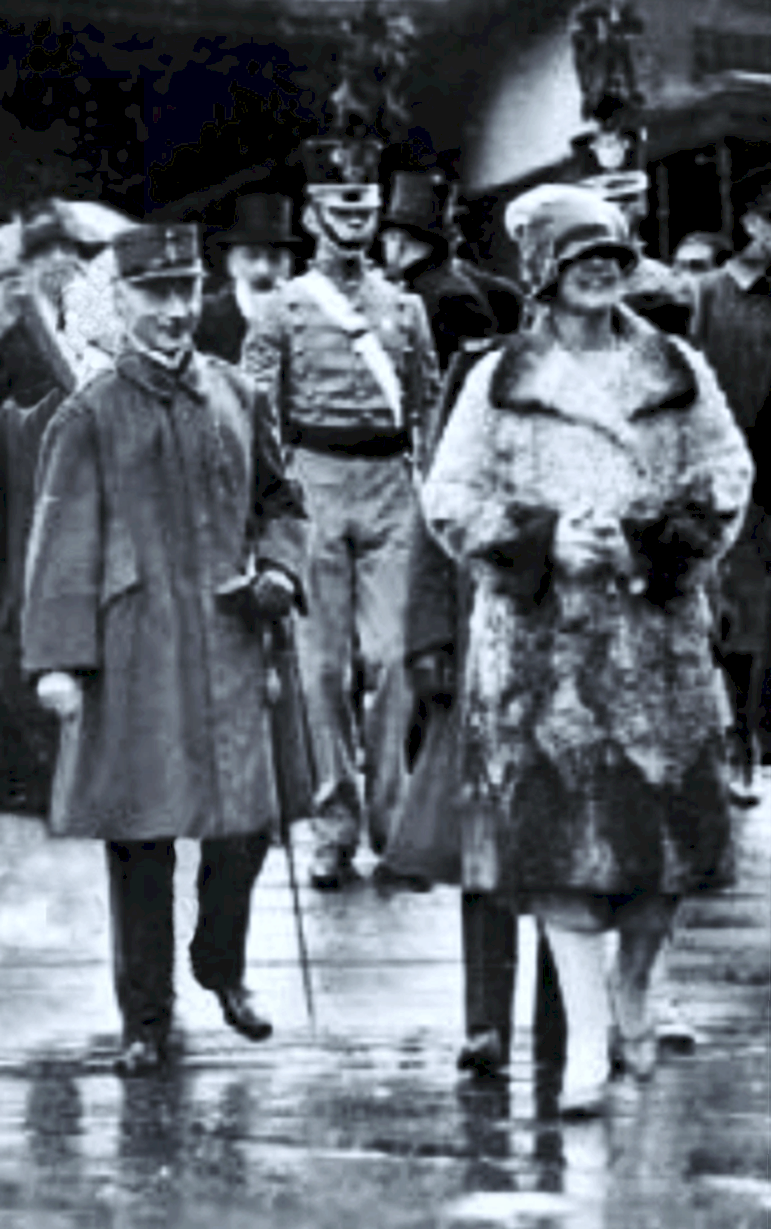
Gheorghe Athanasescu, aghiotant al reginei Maria, SUA 1926

Gheorghe Athanasescu (n. 1880 - d. 1967) a fost un general român, absolvent al Școlii Superioare de Război din București și al Școlii de Război din Berlin. S-a remarcat, în Marele Război, în timpul campaniei din 1919, împotriva regimului comunist maghiar al lui Béla Kun. A fost decorat cu Ordinul „Steaua României” și cu Ordinul Legiunea de Onoare și a urcat treptele carierei militare până la aceea de comandant de corp de armată și inspector de armată. Între 1924 și 1926 a fost atașat militar al României în Germania, iar între 1926 și 1930 a îndeplinit funcția de adjutant al reginei Maria.

## Biografie
1898 – a absolvit Școala Fiilor de Militari din Craiova;
5 februarie 1900 – a absolvit Școala de Război din Berlin, Regimentul de Husari Landgraf Friedrich II, fiind înaintat la gradul de sublocotenent;
10 mai 1904 – a fost avansat la gradul de locotenent;
1905 – s-a căsătorit, la Bacău, cu Maria Belloianu;
1908 – a absolvit cursurile Școlii Superioare de Război din București;
1914 – a devenit membru al Societății Regale Române de Geografie;
1915-1918 - ofițer de ordonanță, apoi adjutant regal al principelui moștenitor Carol al României.
1920 - a fost decorat cu Ordinul „Steaua României“ cu spadă pentru „destoinicia și bravura deosebită cu care a condus Regimentul 11 Roșiori în luptele din iulie-august 1919 contra armatei ungurești”
18 martie 1924 – a primit Crucea de Ofițer al Ordinului Legiunii de Onoare;
1924-1926 – atașat militar al României în Germania;
În anul 1926 a fost înaintat la gradul de colonel și a fost numit adjutant regal. În această funcție a însoțit-o pe regina Maria a României, care a efectuat un turneu de mai multe zile în Statele Unite ale Americii și Canada la invitația magnatului american Samuel Hill.
20 septembrie 1928 – a fost avansat la gradul de general de brigadă;
17 mai 1929 – Ordinul Steaua României în grad de Comandor;
În perioada aprilie-iunie 1930 a fost șeful Casei Militare Regale.
În timpul domniei lui Carol al II-lea al României a fost adjutantul onorific al regelui (1930-1940), precum atașat militar al regelui în Germania;
1934-1936 - generalul de brigadă Gheorghe Athanasescu a fost numit comandantul Diviziei 11 Infanterie;
1936 – a fost numit comandant de corp de armată;
1938 – a fost numit inspector de armată;
Generalul de divizie adjutant (r.) Gheorghe Athanasescu a fost înaintat pe 10 mai 1941 la gradul de general de corp de armată (r.), cu vechimea de la 18 august 1940.
1941 – 1948 - A fost numit administrator delegat la Societatea Tramvaielor București;
1949 - a fost evacuat de guvernul comunist din casa proprietate personală deținută în București apoi, în 1960 i se anulează dreptul la pensie (Decizia 450D/23.01.1960), drept pe care îl recapătă în decembrie 1964.
A fost propietarul unei o case și al unui teren agricol în comuna Ion Creangă (județul Neamț), confiscate de stat în martie 1949. În monografia comunei (M.A. Delahomiceni-2007) este menționat în capitolul «Oameni cu un destin aparte».